# Bauska slott

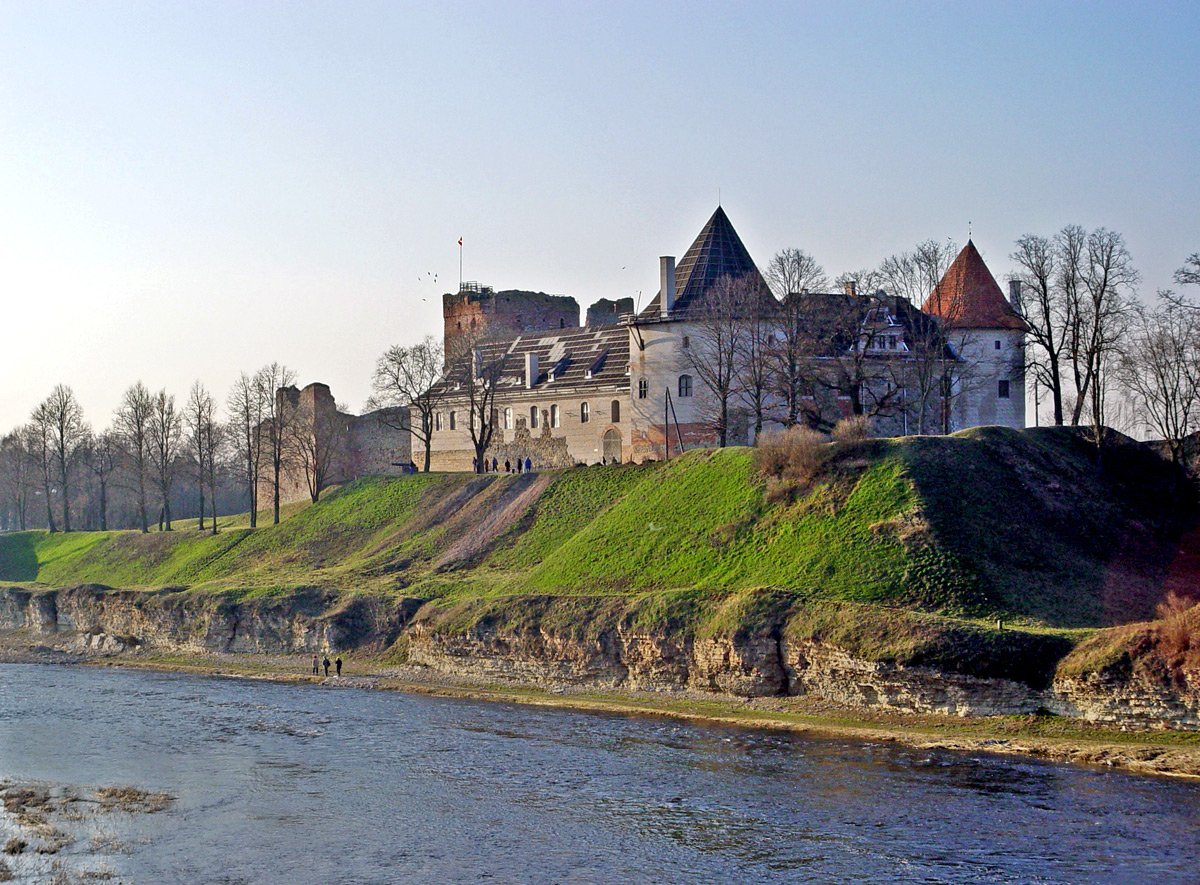
Bauska slott

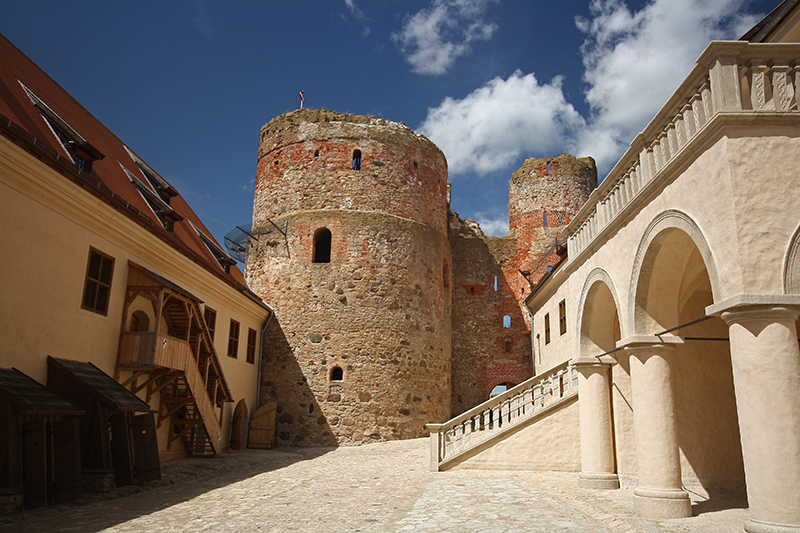
Bauska slott, 2015

Bauska slott (lettiska: Bauskas pils) är ett byggnadskomplex bestående av ruiner av en tidigare borg och ett senare uppfört slott i utkanten av staden Bauska i Lettland.
Slottet, vars rester nyligen har restaurerats, står på den smala halvön vid sammanflödet av floderna Mūsa och Mēmele, där de bildar floden Lielupe. Förr i tiden var backen platsen för en gammal semgallisk fästning. De första stenbyggnaderna uppfördes mellan 1443 och 1456 av Tyska ordens livländska gren, och byggandet fortsatte fram till slutet av 1500-talet. Den gamla delen av slottet bestod av ett stort utkikstorn med en 3½ meter tjock mur, ett fängelse under tornet, en garnison, och en vindbrygga vid portarna. Efter Tyska ordens sammanbrott i detta område 1562, blev borgen uppehållsplats för hertigarna av Kurland, för vilka det intilliggande slottet byggdes på 1600-talet. År 1706, under stora nordiska kriget, sprängdes både borgen och slottet i luften.
Bara ruinerna återstår av sätet för den livländska orden. Slottet är dock helt restaurerat och kan besökas dagligen på sommarmånaderna. Besökande kan utforska slottet, besöka museet, äta i kaféet, och bestiga borgens kärntorn, som har en omfattande panoramautsikt över den omkringliggande staden och det omkringliggande landskapet.